# Refleks
 For alternative betydninger, se Refleks (flertydig). (Se også artikler, som begynder med Refleks)
En refleks er i biologien et ufrivilligt respons på en stimulus. Det kaldes et reflekssvar og er det samme hver gang. For eksempel giver et slag under knæskallen altid et stræk i knæet hos en rask person.
Man skelner mellem ubetingede og betingede reflekser: Den nævnte knæstrækrefleks er ubetinget. Pavlovs hundes reaktion er betinget. Pavlov ringede med en klokke, mens han fodrede hundene. Han målte dyrenes produktion af mavesaft, som steg, når de blev fodret. Efterhånden associerede dyrene lyden med mad, og snart var lyden nok til at øge mavesaftproduktionen. Det er således ikke en ubevidst refleks; den er tillært.

## Fysiologi

### Refleksbuen
En typisk ubetinget refleks i et biologisk system kan deles op i delelementer.
1. Receptor: Til at opfange et stimulus har vi som første led en receptor. Denne kan udgøres af smertereceptorer #(nociceptorer), muskeltene, hårcellerne i det indre øre og meget andet afhængigt af refleksens art
2. Afferente led: Den opfangede stimulus skal herefter sendes til centralnervesystemet (CNS) via en nervefiber
3. Reflekscentret: I CNS behandles den indkomne information, og der sendes et reflekssvar ud
4. Efferente led: Resultatet af bearbejdelsen sendes via en ny nervefiber ud i kroppen
5. Effektororgan: Impulsen omsættes til en reaktion, typisk en muskelkontraktion.

De fem delelementer findes i alle reflekser, hvad enten det er en ubetinget eller betinget refleks. Forskellen ligger i punkt 3, nemlig hvor i CNS de indkomne stimuli bearbejdes, og hvordan de kobles sammen med anden tilgængelig information. Den ubetingede refleks' center ligger typisk rygmarven eller hjernestammen, men ikke på højere niveauer som hjernebarken. Fordi de betingede er tillærte (læring og hukommelse inddrager hjernebarken), inddrager disse dele af de højere centre og hjernebarken i deres informationsbehandling.

### Monosynaptisk vs. polysynaptisk
En refleksbue, hvor det afferente led har direkte forbindelse til de efferente, siges at være monosynaptiske (se synapse), mens et reflekscenter med flere mellemled siges at være polysynaptisk. Det fremgår heraf, at de polysynaptiske har langt større mulighed for en mere omfattende bearbejdning og også et mere komplekst reflekssvar. Som oftest vil en polysynaptisk refleks omfatte flere rygmarvssegmenter, interneuroner, reciprok inhibition, rekurrent inhibition osv.

### Central regulering
Det kan i visse situationer være hensigtsmæssigt ikke at få reflekssvar ved et givent stimulus. Det er derfor muligt for de højere centre at modulere reflekssvar. Det sker ved at hæmme dele af reflekscentret via såkaldte inhibitoriske interneuroner, så reflekssvaret dæmpes eller måske helt forsvinder. I en situation, hvor man træder på noget skarpt, vil man som regel reflektorisk løfte benet væk fra det skadevoldende og samtidig strække det modsatte ben så ikke man falder (polysynaptisk refleks). Det er dog uhensigtsmæssigt, hvis det ben, refleksen vil løfte, er det ben man har vægten på. Her kan højere centre hæmme refleksen, så man ikke mister balancen. Der er således hele tiden fokus på den respons, der er mest hensigtsmæssig for kroppen som helhed.
Den centrale regulering er hele tiden aktiv. Der er således en konstant basishæmning af refleksbuerne i kroppen og denne kan så enten op- eller nedjusteres. Justeringen baseres på en lang række forhold, som ofte ikke når vores bevidsthed. Balance, skadevoldende stimuli, målrettede præcisionsbevægelser og meget andet er underlagt denne konstante justering. Også vores psyke og humør kan spille ind.